# Льошенко Вадим Олексійович
Вади́м Олексі́йович Льошенко (нар. 23 червня 1955, місто Ульяновка, тепер Благовіщенське Благовіщенського району Кіровоградської області) — український діяч, голова Черкаської обласної державної адміністрації у 2002—2005 роках. Кандидат економічних наук (2004).

## Біографія
У 1970—1974 роках — учень Полтавського сільськогосподарського технікуму. У 1974 році працював районним агрохіміком Любашівського районного управління сільського господарства Одеської області.
У 1974—1976 роках — служба в Радянській армії.
У 1976—1979 роках — агроном-інспектор сировинного відділу Ульяновського цукрового заводу Кіровоградської області.
У 1979—1980 роках — начальник Ульяновської районної інспекції державного страхування Кіровоградської області.
У 1980—1982 роках — агроном відділку Ульяновського бурякорадгоспу Кіровоградської області.
У жовтні 1982 — лютому 1985 року — інструктор організаційного відділу Ульяновського районного комітету КПУ Кіровоградської області.
У 1982 році закінчив Уманський ордена Трудового Червоного Прапора сільськогосподарський інститут імені Горького за спеціальністю агрономія.
У лютому 1985 — жовтні 1986 року — голова правління колгоспу імені Ульянова у селі Вільхове Ульяновського району Кіровоградської області.
У жовтні 1986 — липні 1987 року — 2-й секретар Ульяновського районного комітету КПУ Кіровоградської області.
У липні 1987 — квітні 1989 року — головний агроном бурякорадгоспу Капітанівського цукрового комбінату Кіровоградської області.
У квітні 1989 — вересні 1993 року — директор Капітанівського цукрового комбінату. У вересні 1993 — 1998 року — голова правління ВАТ «Капітанівський цукровий завод» Кіровоградської області.
У 1998 — листопаді 2002 року — заступник голови Черкаської обласної державної адміністрації з питань економіки та здійснення економічних реформ, 1-й заступник голови Черкаської обласної державної адміністрації з питань економіки та здійснення економічних реформ.
З 1999 року був членом СДПУ (о). Член Політради СДПУ (о) (з лютого 1999); член Політбюро СДПУ (о) (з березня 2003); секретар Черкаського обласного комітету СДПУ (о) (з лютого 1999 року). 
У 2000 році закінчив заочно Уманську сільськогосподарську академію за спеціальністю менеджмент організацій.
14 листопада 2002 — 21 січня 2005 року — голова Черкаської обласної державної адміністрації. Державний службовець 1-го рангу.
У 2004 році захистив у Дніпропетровському державному аграрному університеті кандидатську дисертацію «Організація і вдосконалення ринку матеріально-технічного забезпечення сільськогосподарських товаровиробників».
З 2005 по 2006 рік очолював (на громадських засадах) відділення Національного олімпійського комітету в Черкаській області, з 2006 по 2008 рік — федерацію дзюдо в Черкаській області.
З 2008 по 2010 рік — на викладацькій роботі: доцент кафедри економіки підприємства Навчально-наукового інституту економіки і права Черкаського національного університету імені Богдана Хмельницького.
З травня по листопад 2010 року — заступник голови — керівник апарату Черкаської обласної державної адміністрації.
Потім — президент Асоціації групи компаній «Холодний Яр» (виробництво горілки). Депутат Черкаської обласної ради.

## Нагороди, звання
Нагороджений орденом «За заслуги» III ступеня, має почесне звання «Заслужений економіст України».